# Khrustalni
Khrustalni (ucraïnès: Хрустальний) o Raig Vermell (rus: Красный Луч) és una ciutat de l'óblast de Luhansk a Ucraïna, que des del 2022 està sota el control de la República Popular de Luhansk de la Rússia. Es troba a 57 quilòmetres al sud-oest de Luhansk. La seva població és de 82.765 habitants (2013).
La ciutat va ser fundada el 1895 amb el nom de Krindatxivka. Va ser reanomenada com a Krasni Lutx el 1929 a 2016. La ciutat es va convertir en un dels més importants centres de la indústria hullera de la conca del Donbàs.

## Personatges famosos
- Nikolai Shmatko (nascut el 1943 a Donetsk, Unió Soviètica), és un pintor i escultor ucraïnès.

## Població
| 1933    | 1936    | 1939   | 1959   | 1970    |
| ------- | ------- | ------ | ------ | ------- |
| 55.000  | 50.900  | 59.000 | 94.000 | 102.000 |
| 1979    | 1989    | 2001   | 2005   | 2013    |
| 105.946 | 113.278 | 94.875 | 89.688 | 82.765  |

Al cens de 2001 la llengua materna de la població era pel 87,82% el rus i pel 10,42% l'ucraïnès.